# 廉州 (河北)
廉州，中国隋朝、唐朝时设置的州。
隋文帝开皇十年（590年），设立廉州，治所在高城县（今河北省藁城区）。下辖高城县、昔阳县（今河北省晋州市）、柏肆县、廉平县。开皇十八年（598年），高城县改为稿城县，昔阳县改为鼓城县。隋炀帝大业二年（606年）废除廉州、柏肆县、廉平县，稿城县、鼓城县改属赵州。唐朝武德元年（618年）复置廉州，下辖稿城县、柏肆县、新丰县、宜安县。武德四年（621年）废新丰县、宜安县、柏肆县，另辖鼓城县、毋极县、鹿城县，贞观元年（627年）废廉州，鼓城县、毋极县改属定州，稿城县改属恒州，鹿城县改属深州。 
廉州刺史
- 颜游秦（武德初年）